# Marvel Land
Marvel Land ist ein Arcade-Spiel, welches 1989 vom japanischen Spieleentwickler Namco veröffentlicht wurde. Es ist gleichzeitig Namcos letztes Arcade-Spiel der 1980er. Im Jahr 1991 kam es zusätzlich als Konsolenspiel für den Sega Mega Drive (auch Sega Genesis) auf den Markt. Die EU-Ausgabe der Konsolenversion ist unter dem Namen Talmit's Adventure bekannt.

## Gameplay
Das Spiel findet im gleichnamigen Marvel Land statt, einem in vier Welten aufgeteilten Vergnügungspark. Der Spieler schlüpft in die Rolle des Prinzen Paco (EU-/ US-Version: Talmit), um Prinzessin Luxy (EU-/ US-Version: Wondra) vor dem bösen King Mole (Originalversion: 魔王モウル; Maō Mōru) zu retten. Das Gameplay ist ähnlich wie bei Nintendos Super Mario Bros., das Spielgeschehen wird zweidimensional im seitlichen Querschnitt dargestellt. Der Spieler bekommt es mit einer großen Palette an verschiedenartigen Gegnern zu tun. Die meisten der fantasieartigen Wesen können per Sprung auf den Kopf ausgeschaltet werden. Auch sammelbare Powerups wie Drachenflügel oder die Möglichkeit Klone zu erstellen, vereinfachen es, Gegner zu überwinden oder den eigenen Highscore pro Welt zu erhöhen.
Die vier Hauptwelten des Spiels sind gleich aufgebaut: sie beinhalten jeweils sieben einzelne Levels, in denen es diverse – der jeweiligen Welt angepasste – Hindernisse zu überwinden gilt. Die Levels sind größtenteils in Außenbereichen angesiedelt (pro Welt gilt es auch eine Achterbahnfahrt im Vergnügungspark zu bestreiten). Lediglich die Abschlusslevels einer Hauptwelt finden in Innenräumen statt. Nach deren Abschluss trifft der Spieler dann auf die jeweiligen Endgegner der entsprechenden Hauptwelt. Am Ende der regulären Levels springt die Spielfigur durch eine Zielscheibe, um den eigenen Highscore zu erhöhen. Auch die verbliebene Zeit, in Form von Uhren am unteren Bildrand dargestellt, wird als Extrapunktzahl addiert.
Die Kämpfe gegen die Endgegner der Hauptwelten finden weitestgehend gewaltlos und in Form von Minigames statt. So tritt man beispielsweise in der ersten Hauptwelt im Spiel Scherer, Stein, Papier an, in der dritten Hauptwelt gilt es, eine zur angezeigten Vorlage passendes Bild innerhalb eines Clusters schneller zu finden (EU-/ US-Version). Nach jedem Bosskampf befreit der Spieler eine gefangene Fee, die ihm zusätzlich einen "Trident Crystal" überreicht. Die Kristalle sind wichtige Hilfen im späteren Kampf gegen King Mole. In zusätzlichen Bonusleveln kann der Spieler vom Himmel fallende Sterne einfangen, um Extrapunkte zu erhalten. Die Bonuslevel sind in Form einer nächtlichen Parade aufgebaut, die Paradewagen stellen Charactere früherer Namco-Produktionen dar, zum Beispiel aus Pac-Man (1980), Dig Dug (1982), Xevious (1982), Mappy (1983), Baraduke (1985), Valkyrie no Bōken (NES, 1986), Dragon Spirit (1987) oder Beraboh Man (1988).
Wie bei Super Mario Bros. besteht auch bei Marvel Land die Möglichkeit, Warppunkte zu benutzen, um so Levels oder sogar Welten zu überspringen. Dies kann allerdings den Endkampf gegen King Mole erschweren, da dem Spieler nicht alle Trident Crystals als Hilfe zur Verfügung stehen. Eine Besonderheit der Arcade-Version ist, dass der Spieler – nach dem letzten Endkampf – alle seine vorher erworbenen Leben als Punkte gutgeschrieben bekommt. In den letzten Leveln (inoffiziell Hauptwelt fünf) muss er mit Prinzessin Luxy aus dem einstürzenden Schloss fliehen. Da er nur ein Leben übrig hat, hat der Spieler somit auch nur eine einzige Chance, das Spiel vollständig zu beenden. Somit gilt Marvel Land als eines der am schwersten abzuschließenden Spiele von Namco.